# Наулко, Всеволод Иванович
Всеволод Иванович Наулко (укр. Всеволод Іванович Наулко; 8 декабря 1933, Тараща — 1 ноября 2018, Киев) — советский и украинский этнограф, археограф. Доктор исторических наук (1976), профессор (1980), член-корреспондент НАН Украины (1997).
Автор более 500 научных работ. Как этнограф исследовал проблемы этногенеза и этнической истории, межнациональных взаимоотношений, этнодемографии украинской диаспоры; как археограф — возможности использования историко-этнического наследия.

## Биография
Родился 8 декабря 1933 года в Тараще в семье учителей.
В 1956 году окончил географический факультет Киевского государственного университета имени Т. Шевченко. В 1956—1958 годах работал на Киевской военно-картографической фабрике. В 1958—1962 и 1965—1971 годах — в Институте искусствоведения, фольклористики и этнологии имени М. Ф. Рыльского АН УССР, с 1968 года — старший научный сотрудник. В 1972—1977 годах — доцент, в 1978—1986 годах — профессор кафедры истории древнего мира и средних веков, в 1987—1992 годах — профессор кафедры археологии, этнографии и музееведения Киевского университета. Затем перешел на работу в Институт украинской археографии и источниковедения им. М. Грушевского НАН Украины: в 1992—1994 годах — заведующий сектором этнографического и фольклорного наследия, в 1994—2005 и 2013—2017 годах — отдела памятников духовной культуры, в 2008—2012 и 2017—2018 годах — главный научный сотрудник. По совместительству с 2001 года работал в Киевском славистическом университете, в 2003—2004 годах — директор Межрегионального гуманитарного института, в 2012—2018 годах — заведующий кафедрой страноведения.
Награждён орденом «За заслуги» 3 степени и медалями: «За доблестный труд», «В память 1500-летия Киева», «Ветеран труда».
Скончался 1 ноября 2018 года в Киеве.